# Diocesi di Afufenia
La diocesi di Afufenia (in latino Dioecesis Afufeniensis) è una sede soppressa e sede titolare della Chiesa cattolica.

## Storia
Afufenia, nell'odierna Tunisia, è un'antica sede episcopale della provincia romana di Bizacena.
Un solo vescovo è attribuibile a questa sede, Mansueto, il cui nome figura al 2º posto nella lista dei vescovi della Bizacena convocati a Cartagine dal re vandalo Unerico nel 484; Mansueto, come tutti gli altri vescovi cattolici africani, fu condannato all'esilio. Secondo Mesnage si tratterebbe dello stesso Mansueto ricordato dal Martirologio romano alla data del 6 settembre, il quale, assieme ad altri vescovi, «durante la persecuzione dei Vandali, per ordine del re ariano Unnerico, furono orribilmente percossi per aver confessato la verità cattolica e mandati in esilio.»
Dal 1933 Afufenia è annoverata tra le sedi vescovili titolari della Chiesa cattolica; dall'8 aprile 2016 il vescovo titolare è Raúl Alfonso Carrillo Martínez, vicario apostolico di Puerto Gaitán.

## Cronotassi

### Vescovi
- Mansueto † (menzionato nel 484)

### Vescovi titolari
- Jacques Mangers, S.M. † (25 novembre 1964 - 7 gennaio 1972 deceduto)
- Paolo Vieri Andreotti, O.P. † (6 maggio 1972 - 8 settembre 1976 nominato vescovo di Lyallpur)
- Víctor Manuel López Forero † (6 maggio 1977 - 6 dicembre 1980 nominato vescovo di Socorro e San Gil)
- Francis Bible Schulte † (27 giugno 1981 - 4 giugno 1985 nominato vescovo di Wheeling-Charleston)
- Alfred John Markiewicz † (1º luglio 1986 - 22 novembre 1994 nominato vescovo di Kalamazoo)
- Frederick Joseph Colli (19 dicembre 1994 - 2 febbraio 1999 nominato vescovo di Thunder Bay)
- Frederick Francis Campbell (2 marzo 1999 - 14 ottobre 2004 nominato vescovo di Columbus)
- Paul Joseph Bradley (16 dicembre 2004 - 6 aprile 2009 nominato vescovo di Kalamazoo)
- Lawrence Subrato Howlader, C.S.C. (7 maggio 2009 - 29 dicembre 2015 nominato vescovo di Barisal)
- Raúl Alfonso Carrillo Martínez, dall'8 aprile 2016